# Kantar IBOPE Media
A Kantar IBOPE Media é a divisão latino-americana da Kantar Media, líder global em inteligência de mídia, braço do Grupo WPP, maior grupo de publicidade do mundo.
Conta com aproximadamente 3.500 colaboradores e possui operações em 15 países latino-americanos, a principal especialidade da Kantar IBOPE Media é realizar medição de audiência televisiva. A empresa também realiza pesquisas de comunicação, mídia consumo e medição no meio digital, bem como monitoramento de investimento publicitário e pesquisas quantitativas em vários tipos de meios de comunicação, como TV, rádio, mídia impressa ou alternativa.
Anteriormente conhecida como IBOPE Mídia, a empresa foi parte do grupo IBOPE até outubro de 2014, quando passou a ser controlada pela Kantar Media.

## Medição de audiência
Especificamente no Brasil, a audiência de atrações televisivas é medida através de pontos, equivalentes a milhares de domicílios na Grande São Paulo, com o televisor ligado.

## Parcerias e associações

#### Nielsen
A Kantar IBOPE Media possui uma parceria com a Nielsen desde 2013 para a oferta do serviço de medição de audiência de TV para os mercados da Venezuela, Porto Rico, República Dominicana e México.

#### Repucom
Firmada em 2012, o IBOPE Media estabeleceu uma parceria com a Repucom, líder global em pesquisas de marketing esportivo e patrocínio – criando a joint-venture IBOPE Repucom. A empresa oferece soluções que permitem, dentro do segmento esportivo e cultura, o monitoramento de ações em eventos, planejamento de anunciantes de mídia, estudos analíticos sobre comportamento e consumo e outros indicadores de performance para mensurar o retorno de campanhas e ações. 